# AirHaifa
airHaifa (ивр. אייר חיפה‎, араб. طيران حيفا‎) — израильская авиакомпания. Её головной офис расположен в Хайфе, Израиль. airHaifa выполняет регулярные внутренние и международные рейсы, а также чартерные рейсы в пункты назначения в юго-восточной Европе, на Ближнем Востоке и в Средиземноморье. Её основной базой является аэропорт Хайфы.

### История
airHaifa была создана основателем Palo Alto Networks Ниром Цуком и бывшим генеральным директором Министерства финансов и генеральным директором Strauss Group Шаем Бабадом. Среди других основателей — бывший коммерческий директор авиакомпании «Эль Аль» Михаэль Штрасбургер, бывший генеральный директор ZIM Рафи Даниэли, бывший операционный вице-президент «Эль Аль» Лиор Явор, бывший генеральный директор «Эль Аль» Гонен Усишкин и другие.
Компания официально зарегистрирована 20 марта 2023 года.
Согласно заявлению министра транспорта Мири Регев ожидаемое начало полётов — июнь 2024 года. Авиакомпания заявляет о себе как о первой коммерческой авиакомпании, оперирующей на базе аэропорта Хайфы.

### Направления
Авиакомпания планирует начать полёты к концу июля 2024 года. Планируется, что первое время она будет выполнять рейсы по маршруту Хайфа — Эйлат, а позже также будет летать на Кипр, Грецию и Турцию.

### Флот
Ожидается, что airHaifa будет эксплуатировать парк новых самолётов ATR 72-600, способных вместить 72-78 пассажиров.